# ZPU
ZPU és l'àlies de Juan Prieto Sánchez, un raper nascut a Barcelona el 1981.

## Biografia
El seu primer grup va ser Muerte Acústica (que més tard pasarien a anomenar-se Magnatiz) al voltant dels anys 1994 i 1995.
El 1998, amb Muerte Acústica, van treure la primera maqueta titulada "MAnada Vamos A". Uns anys més tard aprofitan un canvi de DJ en el grup i l'experiència guanyada, van decidir canviar el seu nom per Magnatiz, nom amb què treurien al mercat dos LP's, realitzant les seves respectives gires. Després d'aquests llançaments el grup es dissol i ZPU continua el seu treball en solitari.
Després de molt treball, a mà de la discogràfica Enkomen, el 2006 ZPU treu el seu primer treball en solitari "Hombre de oro" gravat a "Lebuque estudios" per Soma. Ell mateix aporta el major contingut d'instruments musicals del disc soportats també per Nikoh ES, Dj Edi, El Bardo & Dj Joaking. Les col·laboracions vocals van a càrrec de Nach, Suko, Maikro, Abram, Marko fonktana, M24 i Pumpkin (aquests últims de França). Aquest LP va aconseguir una gran acceptació a Espanya i es va convertir en una revelació en el panorama.
En 2008 llança el seu segon LP en solitari: Contradicziones, produït totalment per Soma i amb les úniques col·laboracions de Nach, Diana Feria & Dj Chavez. El treball es col·loca a la primera setmana de la seva sortida al lloc número 52 de Promusicae, llista en la que entren els 100 discos més venuts de la setmana a Espanya.
L'11/11/2013 va treure el CD 'Doce Lunas' amb varius cantants com:
Zeidah, Gema, Esther Ovejedo, Nach...

## Curiositats
- El seu àlies, ZPU, es forma per les inicials de: la Z amb la que tageaba els carrers en la seva època de graffitero sota l'àlies de Zorek, la P del seu primer cognom Prieto, i la U de res en concret, simplement per a omplir l'àlies i que sota les seves paraules, en castellà, "quedará cojonudo"[2] ("quedarà collonut", en català).

## Discografia
Amb Magnatiz:
| Any  | Títol            | Discogràfica |
| ---- | ---------------- | ------------ |
| 2000 | "A Puerto" (LP)  | Boa          |
| 2002 | "Rara Avis" (LP) | EnkÖmen      |

En solitari:
| Any  | Títol                     | Discogràfica |
| ---- | ------------------------- | ------------ |
| 2006 | "Hombre de Oro" (LP)      | EnkÖmen      |
| 2008 | "Contradicziones" (LP)    | Zona Bruta   |
| 2009 | "Fase REM" (Maxi)         |              |
| 2010 | "He tenido un sueño" (LP) | BoaCor       |

## Col·laboracions
- Shuga Wuga "Dime que no" (2001)
- Shuga Wuga "Malizzia" (2002)
- Loren "El proyecto del mono" (2004)
- Ases "Todo es decisión tuya" (2005)
- Abram "Necrópolis" (2005)
- Bazzel "La última nota" (2006)
- Porta "No es cuestión de edades" (2006)
- Chiva "Cuando el corazón aprieta" (2006)
- Nokley "Nokley beats vol. 1" (2006)
- Maikro "Plenilunio" (2006)
- VV.AA. "Flameado de Flow" (2006)
- Porta "No hay truco" (2006)
- Dawizard "Revolución" (2006)
- Del Valle "Pistolas y Rosas" (2007)
- Desplante "Cuestión de tiempo" (2007)
- Sector Expresion "Tiempo al tiempo" (2007)
- Porta "En boca de tantos" (2008)
- Josué "Jericó" (2008)
- Nach "Un Día En Suburbia" (2008)
- Del valle "Educación Malgastada" (2008)
- Sereno "Retórica Dinámica" (2008)
- Tanke One (Mexamafia) "Los Modos De La Calle" (2008)
- Euphrates "Yo Soy Un Soldado (Gladiator Remix)" (2008)
- Haze "Whut" (2008)
- Zebra & Dlux "Vida No Ordinaria" (2008)
- K-NO "El Mundo Esta Enfermo" (2008)